# Клименовка
Клименовка, в 19 веке Гомольшанские Пасеки (укр. Клименівка) — село,
Великогомольшанский сельский совет,
Змиёвский район,
Харьковская область, Украина.
Код КОАТУУ — 6321781503. Население по переписи 2001 года составляет 57 (27/30 м/ж) человек.

## Географическое положение
Село Клименовка находится на северном склоне Гребенникова яра в большом лесном массиве (дуб) в 2-х км от села Пасеки и в 5-и км от села Великая Гомольша.
Рядом с селом проходит автомобильная дорога Т-2107 и железная дорога, ближайшие станции Беспаловка (4 км) и Новоберекская (3 км).

## История
- 1640 — дата основания.
- В 1869 году хутор назывался Гомолшанские Пасеки.[1]